# Wes Chatham
John Wesley Chatham, más conocido como Wes Chatham, (Atlanta, 11 de octubre de 1978) es un actor y exmilitar estadounidense. Ha aparecido en películas como In the Valley of Elah, W., The Help y The Philly Kid, e interpretó a Castor en Los juegos del hambre: Sinsajo - Parte 1 y Parte 2. Entre 2015 y 2022, interpretó a Amos Burton en la serie de ciencia ficción The Expanse.

## Biografía

### Infancia
Wes Chatham nació el 11 de octubre de 1978, en Atlanta, Georgia y creció en el norte de dicho estado. Después de graduarse en el instituto,  se unió a la Armada de los Estados Unidos con el rango de Contramaestre de Aviación. Trabajó como bombero de aviación en la cubierta de vuelo del USS Essex, donde trabajó en accidentes y salvamento durante cuatro años, alcanzando el rango de Suboficial de Tercera Clase.

### Carrera actoral
La irrupción de Chatham en la actuación se produjo apenas tres meses antes de que terminara su gira cuando Denzel Washington eligió su barco para rodar la película Antwone Fisher. Chatham estuvo entre los seleccionados por el director de casting Robi Reed mientras buscaba personal militar de aspecto auténtico para la película. Esta fue su primera experiencia cinematográfica. Después de participar en la película, Reed convenció a Chatham para que se mudara a Hollywood y poco después lo eligió para su primer papel regular en la serie Barbershop de Showtime.
Ganó más notoriedad cuando Paul Haggis lo eligió junto a Tommy Lee Jones como el cabo Steve Penning en la película dramática In the Valley of Elah. En 2009, trabajó con Oliver Stone en la película W. donde interpreta el personaje de Frank Benedict, el hermano de fraternidad de George W. Bush. Al año siguiente, consiguió otro papel regular en el programa de televisión de la CBS, The Unit. Chatham fue elegido como el nuevo miembro del equipo de la unidad, el sargento Sam McBride (también conocido como Whiplash), en colaboración con David Mamet y Shawn Ryan. También interpretó a Brian Danielson en la película de terror Husk (2011) de Brett Simmons.
También en 2011, interpretó a Carlton Phelan, el hermano del personaje de Emma Stone, en la película The Help. El elenco ganó el Premio del Sindicato de Actores de Cine en 2012 a la Mejor Actuación de un Elenco en una Película. En 2012, consiguió su primer papel protagonista en The Philly Kid de Joel Silver. La película debutó en los cines en mayo de 2012. Después, protagonizó This Thing With Sarah, que se estrenó en el Festival de Cine de San Diego en octubre de 2013. En 2013, finalizó dos películas de estudio, Broken Horses (2013) y The Town That Dreaded Sundown (2014).
Entre 2014 y 2015, dio vida al personaje de Castor en las películas Los juegos del hambre: Sinsajo - Parte 1 y Parte 2 el tercer y cuarto largometrajes de la trilogía de Los juegos del hambre, de la escritora estadounidense Suzanne Collins. Entre 2015 y 2022, interpretó el papel de Amos Burton en la serie de televisión de Amazon Prime Video The Expanse. En 2023, interpretó al capitán Enoch la «mano derecha» del Gran Almirante Thrawn, interpretado por Lars Mikkelsen, en la serie de Disney+, Ahsoka.

## Vida personal
Chatham está casado con la personalidad de televisión Jenn Brown. Juntos tienen dos hijos, John Nash, nacido en 2014, y Rhett Jameson, nacido en 2016.

## Filmografía

### Cine
| Año  | Título                                   | Papel                           | Notas        | Ref.   |
| ---- | ---------------------------------------- | ------------------------------- | ------------ | ------ |
| 2003 | The Fighting Temptations                 | Cajero                          |              |        |
| 2007 | In the Valley of Elah                    | Sargento Steve Penning          |              |        |
| 2008 | W.                                       | Fraternity Enforcer             |              |        |
| 2011 | Husk                                     | Brian                           |              |        |
| 2011 | The Help                                 | Carlton Phelan                  |              |        |
| 2012 | The Philly Kid                           | Dillon «The Philly Kid» McGuire |              |        |
| 2013 | Baby Bleed                               | Papi                            | Cortometraje |        |
| 2014 | This Thing with Sarah                    | Ethan                           |              |        |
| 2014 | The Town That Dreaded Sundown            | Sargento Danny Torrens          |              |        |
| 2014 | Los juegos del hambre: Sinsajo - Parte 1 | Castor                          |              | [ 1 ]  |
| 2015 | Broken Horses                            | «Ace»                           |              |        |
| 2015 | Los juegos del hambre: Sinsajo - Parte 2 | Castor                          |              | [ 1 ]  |
| 2016 | All I See is You                         | Daniel                          |              | [ 16 ] |
| 2018 | Escape Plan 2: Hades                     | Jasper Kimbral                  |              |        |
| 2020 | Tenet                                    | Sammy                           |              |        |
| 2023 | Squealer                                 | Jack                            |              |        |

### Televisión

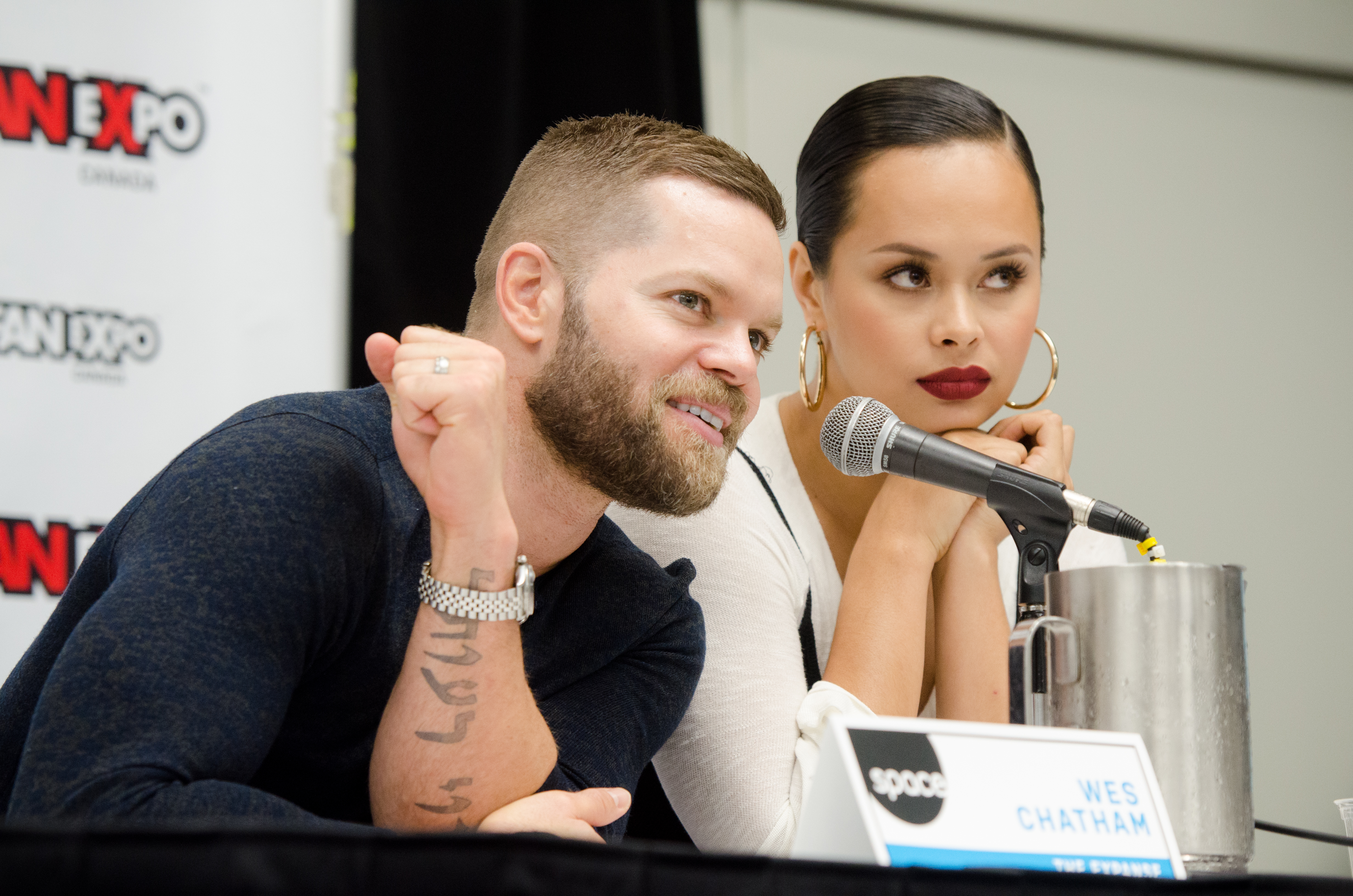
Wes Chatham y Frankie Adams en la Fan Expo 2017 en Toronto (Canadá)

| Año       | Título            | Papel                | Notas                              | Ref.   |
| --------- | ----------------- | -------------------- | ---------------------------------- | ------ |
| 2005–2006 | Barbershop        | Isaac                | 10 episodios                       |        |
| 2005      | Sleeper Cell      | Frat Boy             | Episodio: «Al-Faitha»              |        |
| 2009      | The Unit          | Sargento Sam McBride | 8 episodios                        |        |
| 2012      | Political Animals | Gunner Cox           | Episodio: «Lost Boys»              |        |
| 2012      | The Mentalist     | Vince                | Episodio: «Cherry Picked»          |        |
| 2014–2017 | Hand of God       | Shane Caldwell       | 2 episodios                        |        |
| 2015–2022 | The Expanse       | Amos Burton          | Protagonista                       | [ 2 ]  |
| 2017      | The Night Shift   | Clark                | Episodio: «Keep the Faith»         |        |
| 2023      | NCIS: Hawaiʻi     | Hermano Ellis Kane   | Episodio: «Shields Up»             |        |
| 2023      | Ahsoka            | Capitán Enoch        | 3 episodios                        | [ 12 ] |
| TBA       | The Wayfinders    | Mitch                | Serie de televisión; posproducción |        |

| Año  | Título         | Papel        | Notas       |
| ---- | -------------- | ------------ | ----------- |
| 2013 | Armed Response | Blake Morgan | 4 episodios |